# لوسدورف
لوسدورف (به آلمانی: Loosdorf) یک منطقهٔ مسکونی در اتریش است که در ناحیه ملک واقع شده‌است. لوسدورف ۳٬۵۱۹ نفر جمعیت دارد.